# Věčný svit neposkvrněné mysli
Věčný svit neposkvrněné mysli (Eternal Sunshine of the Spotless Mind) je americký romantický fantasy film podle scénáře Charlieho Kaufmana v režii Michela Gondryho. Ve filmu jsou použity některé prvky, typické pro romantické filmy, science fiction, nelineární vyprávění a neosurrealistický způsob prozkoumávání vlastních vzpomínek. Premiéru měl v USA 19. března 2004 a vydělal přes 70 milionů dolarů.
Kaufman a Gondry pracovali na příběhu s Pierrem Bismuthem, francouzským umělecem a performátorem. Společně obdrželi Oscara za nejlepší původní scénář v roce 2005, vedle nominace Kate Winslet na nejlepší ženský herecký výkon. Do hlavních rolí byli obsazeni Jim Carrey a Kate Winslet, dále Kirsten Dunst, Mark Ruffalo, Tom Wilkinson, Elijah Wood, Jane Adams a David Cross.
Název filmu je citací z básně Heloisa Abelardovi (Eloisa to Abelard) Alexandera Popea, příběhu tragického milostného vztahu filozofa Pierra Abélarda a jeho ženy Heloisy, v němž se zapomnění stalo jedinou útěchou hlavních hrdinů.
Film zaznamenal úspěch u kritiky i diváků, stal se kultovním filmem a získal řadu cen, dokonce i dlouho po svém uvedení. Kritika ho hodnotila jako jeden z nejlepších filmů roku 2004 i jako jeden z nejlepších filmů desetiletí[zdroj⁠?!].

## Děj
Emocionálně vyprahlý Joel Barish (Jim Carrey) a nespoutaně impulsivní svobodomyslná Clementine Kruczynská (Kate Winsletová) spolu – i přes své zcela odlišné charaktery – navážou vztah ve vlaku cestou z Montauku na Long Islandu, neboť jsou k sobě zcela neodolatelně přitahováni.
Vůbec si neuvědomují, že jsou bývalí milenci, kteří spolu dva roky žili a jejich vztah už je minulostí. Po jedné ošklivé hádce si totiž Clementine najala newyorskou firmu Lacuna, Inc., a nechala si vymazat všechny vzpomínky na Joela i jejich vztah. (Slovo "lacuna" znamená mezeru nebo chybějící část, např. lacunární amnézie je mezera v něčí vzpomínce na konkrétní událost). Když to Joel zjistil, byl z toho tak zničený, že se rozhodl tento "výmaz", který firma provádí, když je klient v hlubokém spánku, podstoupit také.
Velká část filmu se odehrává jen v Joelově mysli. V době, kdy jsou jeho vzpomínky vymazávány, Joel vidí sám sebe, jak je cestou proti proudu času přehodnocuje. Když vidí šťastnější období jejich dřívějšího vztahu, snaží se (mimo reálný svět, uzavřený jen ve své mysli) alespoň některé vzpomínky na Clementine a jejich lásku zachránit. Přes všechnu svou snahu o vzpomínky přichází a v poslední, kterou ztrácí, mu Clementine říká: "Sejdeme se v Montauku."
V samostatné, ale související dějové linii se prolínají příběhy pracovníků firmy Lacuna, Inc., kteří, jak se ukazuje, nejsou jen periferními charaktery, ale důležitými postavami děje. Patrick (Elijah Wood), technik Lacuny, si při "skenování mapy" Joelových vzpomínek všiml Clementine a využil získaných vědomostí o jejich intimním vztahu k tomu, aby Clementine svedl. O Mary (Kirsten Dunst), recepční Lacuny, se zase v průběhu filmu dozvíme, že měla poměr se šéfem Lacuny, Dr. Howardem Mierzwiakem (Tom Wilkinson), ale když byl vztah jeho manželkou objeven, nechala si ho na Mierzwiakovo přání vymazat z paměti. Mierzwiak velmi trpí tím, že ho Mary opět svádí a nakonec jí vše řekne. Mary potom pošle všem bývalým klientům Lacuny záznamy jejich vyprávění o vztazích, které si pak nechali vymazat.
Joel i Clementine dostanou tyto záznamy krátce poté, co se (z jejich momentálního hlediska poprvé) seznámili ve vlaku. Jejich první reakcí je šok a zmatek, neboť si nepamatují ani svůj vztah, ani to, že si nechali jeden druhého vymazat z paměti. Nakonec se však rozhodnou začít spolu znovu, i když vědí, že všechny své minulé chyby mohou opakovat.
Film má emocionálně nesmírně silný[zdroj⁠?!] závěr, podpořený písní Everybody's Got to Learn Sometime.

## Obsazení
| Jim Carrey        | Joel Barish           |
| Kate Winslet      | Clementine Kruczynski |
| Kirsten Dunst     | Mary Svevo            |
| Mark Ruffalo      | Stan Fink             |
| Elijah Wood       | Patrick               |
| Tom Wilkinson     | Dr. Howard Mierzwiak  |
| Jane Adams        | Carrie                |
| David Cross       | Rob                   |
| Deirdre O'Connell | Hollis                |
| Thomas Jay Ryan   | Frank                 |
| Ryan Whitney      | Joel Barish ml.       |
| Josh Flitter      | Bully ml.             |
| Ellen Pompeo      | Naomi                 |

## Český dabing 1
| Bohdan Tůma        | Joel Barish                |
| Jitka Ježková      | Clementine Kruczynski      |
| Jana Páleníčková   | Mary Svevo                 |
| Libor Hruška       | Stan                       |
| Jan Maxián         | Patrick                    |
| Bedřich Šetena     | Dr. Howard Mierzwiak       |
| Miroslava Součková | Carrie, Joelova Barish ml. |
| Tomáš Racek        |                            |
| Zdeněk Mahdal ml.  |                            |
| Mirka Jindřichová  |                            |

## Český dabing 2
| Petr Štěpán    | Joel Barish           |
| Jana Štvrtecká | Clementine Kruczynski |

## Cílený výmaz paměti
Cílený výmaz paměti je fiktivní neinvazivní procedura. Jejím cílem je výmaz zcela konkrétních, zvláště nežádoucích a bolestných vzpomínek formou "mírného poškození" mozku, srovnatelného se silně proflámovanou nocí. Zákrok provádí výhradně Lacuna, Inc. Postavy Clementine a Joela jí využijí k tomu, aby si nechali vymazat vzpomínky jeden na druhého. Jako součást promotion filmu a jako podlinka byl spuštěn i hoaxweb Lacuna, Inc.
I když jde zatím stále ještě o metodu fiktivní, u myší se již selektivní vzpomínky vymazat podařilo a předpokládá se, že by se jí dalo používat k léčbě posttraumatického syndromu.

## Ztvárnění vzpomínek
Ve filmu je jak ke ztvárnění přechodu od jedné vzpomínky ke druhé, tak pro zobrazení jejich vymazávání použita celá řada filmových technik, od náznakových až po extrémně dramatické.
- Kvalita obrazu a zvuku zobrazované vzpomínky se prostě zhorší (např. když Joel mluví se svým sousedem na chodbě).

- Použije se bodový reflektor (např. když Joel táhne Clementine z vlakového nádraží).

- Drobné detaily na obraze se ztrácí (např. jméno Clementine na lístku od Lacuny, který má Joel v ruce; knihy v knihkupectví Barnes and Noble zbělají).

- V jednom případě čas i perspektiva vypadají jako by se uzavřely do smyčky (scéna, kde se Joel pokouší dohnat Clementine poté, co vyběhla z jeho bytu, pak zjistí, že se nemůže dostat z jednoho konce ulice na druhý - zároveň se ztrácejí vývěsní štíty obchodů. Mimoto v této scéně opakovaně vidíme odrazy světel v Joelově bytě, plovoucí vzduchem.

- Zjevný rozpad vzpomínek (např. auto padající z nebe, zmizení automobilu, ve kterém Joel a Clementine jsou, zmizení plotu, scéna, kdy běží vlakovým nádražím se mžikajícími lidmi, a - snad nejkomplikovanější postup - rozpadající se dům na pláži, v němž spolu byli).

- Drsný zvuk a pokroucený obraz, tváře s až hrůzně smazanými rysy (když se Joel a Clementine v Joelově mysli snaží poradit se s doktorem Mierzwiakem).

- Projekce dospělých do jejich mladšího "já" (když si Joel vyvolává ponižující vzpomínku z dětství, do které chce Clementine "schovat" - Joel je schopen si představit Clementine jako dítě, protože viděl její dětskou fotku).

- Použití optických triků a iluzí a falešné perspektivy, takže je Joel sice normálně veliký, ale všechno kolem něj je obrovské, tak jak to vnímal, když byl malé dítě.

## Ocenění a uznání
Charlie Kaufman, Michel Gondry a Pierre Bismuth obdrželi v roce 2004 Oscara za nejlepší původní scénář. Kate Winslet byla také nominovaná za nejlepší výkon v hlavní ženské roli, ale přeskočila ji Hilary Swank s filmem Million Dollar Baby.

## Hudba a soundtrack
Soundtrack k filmu Věčný svit neposkvrněné mysli byl vydán Hollywood Records 16. března 2004.
Základ byl zkomponován losangeleským hudebníkem Jonem Brionem. Ostatní písně nahráli: Jeff Lynne - E.L.O. ("Mr. Blue Sky" byl použit v trailerech a televizních spotech, ale nikoliv ve filmu), The Polyphonic Spree, The Willowz a Don Nelson.
Beck, ve spolupráci s Jonem Brionem, uvedl cover verzi písně "Everybody's Got to Learn Sometime" se skupinou Korgis.

## Prostředí a lokace
Děj se odehrává převážně v Rockville Centre, předměstí Long Islandu, dále v Montauku (Long Island) a New Yorku.
Podle závěrečných titulků byl točen v Brooklynu a jeho okolí, na Manhattanu, v Montauku, v Mount Vernonu, Wainscottu, Yonkersu, a též v Bayonne, West Orange a New Jersey.
Jako knihkupectví Barnes and Noble posloužilo knihkupectví Columbia University Bookstore.
Dům, kde žije Clementine, se nachází ve Williamsburgu (Brooklyn).
Scény v Yonkersu se točily na ulicích Riverdale Ave a Valentine Ln. Důležitá scéna na zamrzlé řece Charles River byla točena v newyorském parku Franklina D. Roosevelta v Yorktownu.
Všechny vlakové scény byly natočeny na trasách metra Metro-North Railroad, podél New Haven Line, a Mount Vernon East, jako vlakové nádraží posloužilo Rockville Centre station.